# Teatro Dehon
Il Teatro Dehon è un teatro di Bologna, costruito sotto alla chiesa di Santa Maria del Suffragio all'incrocio tra via Libia e via Sante Vincenzi, nel distretto Cirenaica del quartiere San Donato-San Vitale.

## Storia
Il teatro è situato sotto la chiesa di Santa Maria del Suffragio, in via Libia. Tutto il complesso fu costruito negli anni 1950 su progetto degli ingegneri Italo Gasperi Campani e Rodolfo Bettazzi con la collaborazione dell'architetto Umberto Spagnoli, del professor Roberto Alessi, del geometra Roberto Nardi e di Cesare Gennai. Il teatro prende il nome da Leone Dehon, il fondatore della Congregazione dei Sacerdoti del Sacro Cuore di Gesù (noti anche come dehoniani), ordine a cui è affidata la parrocchia dove sorge la chiesa.
In origine si trattava di un cinema-teatro parrocchiale, gestito direttamente dai padri dehoniani e utilizzato per le iniziative ricreative e culturali della parrocchia. Alla fine degli anni 1970 la struttura si trovò ad affrontare una grave crisi di pubblico e incassi, dovuta sia alla crescente popolarità della televisione sia al progressivo spopolamento del quartiere. La parrocchia decise quindi di dare il teatro in gestione ad alcune compagnie teatrali.
Il teatro è gestito dal centro culturale Teatroaperto, che ha operato la completa ristrutturazione del locale nel 1986 ed ha attivato dal 1990 una scuola di teatro. La compagnia stabile del teatro è la compagnia Teatroaperto, fondata nel 1974 da Guido Ferrarini, attore, regista ed autore teatrale. La programmazione del teatro comprende sia produzioni della compagnia del teatro sia spettacoli di compagnie ospiti.

## Descrizione
La sala dispone di una platea con 500 posti a sedere. Il palcoscenico misura 22,60 metri in larghezza e 7,54 metri in profondità. Il boccascena è 10 metri in larghezza e 5,15 metri in altezza.

## Attività
La programmazione inizia abitualmente verso la fine di settembre, quando i principali teatri bolognesi sono ancora chiusi, e prosegue fino a maggio inoltrato. I generi spaziano dai classici (da William Shakespeare a Molière), alla danza e all'operetta, dal teatro contemporaneo italiano alla commedia dialettale bolognese.